# Aitor Ocio Carrión
Aitor Ocio Carrión (nascut a Vitòria, Àlaba, el 28 de novembre del 1976) és un exfutbolista basc que va jugar de defensa, principalment a l'Athletic Club de Bilbao i al Sevilla FC.
Finalment, als 35 anys i després de 12 temporades a Primera Divisió, l'última de les quals en blanc a causa d'una lesió de maluc, el mes de maig del 2012 va anunciar que es retirava del futbol.